# Chris Sutton
Christopher „Chris“ Roy Sutton (* 10. März 1973 in Nottingham) ist ein ehemaliger englischer Fußballspieler.
Während seiner Karriere spielte er für Norwich City, die Blackburn Rovers, den FC Chelsea, Celtic Glasgow, Birmingham City und Aston Villa. In der 16 Jahre andauernden Karriere schoss er dabei in über 400 Meisterschaftsspielen mehr als 150 Tore, gewann in der englischen Premier League die Meisterschaft und wurde dreifacher Meister in der schottischen Premier League. Für die englische Nationalmannschaft kam er hingegen nur zu einem einzigen Länderspiel.
Sutton agierte sowohl als Abwehrspieler, im Mittelfeld als auch in der Offensive, war aber zumeist für seine Leistungen als Stürmer bekannt. Der vor allem physisch starke Torjäger war dabei in der Saison 1997/98 gemeinsam mit Dion Dublin und Michael Owen bester Torschütze in der englischen Premier League.

## Sportlicher Werdegang

### Norwich City (1991–1994)
Gut zwei Jahre nachdem er im April 1989 erstmals in der Jugend von Norwich City gegen den FC Millwall zum Einsatz gekommen war, startete er 18-jährig im Mai 1991 – in der Schlussphase der Saison 1990/91 – gegen die Queens Park Rangers seine Profilaufbahn in dem Verein, für den zwischen 1963 und 1966 bereits sein Vater Mike Sutton in 54 Spielen agiert hatte. Dabei wurde er zunächst noch in zentralen Defensivpositionen eingesetzt, später funktionierte ihn der damals bei den „Canaries“ verantwortliche Trainer Dave Stringer aber zu einem Stürmer um. In der Spielzeit 1992/93 war er einer der Leistungsträger in der Mannschaft, die lange Zeit die Premier League anführte und am Ende den dritten Platz belegte.
Seinen endgültigen Durchbruch auf der englischen und der internationalen Bühne feierte er dann in der Saison 1993/94. In 41 Meisterschaftsspielen schoss er 25 Tore, wobei er diese Saisonleistung im weiteren Verlauf seiner weiteren Karriere auch nicht mehr überbieten sollte. Suttons insgesamt 28 Treffer in dieser Erstligaspielzeit – bezogen auf alle Pflichtspiele – waren zudem zuvor von noch keinem anderen Spieler für Norwich City erzielt worden. Europaweit macht er sich einen Namen, als er mit seiner Mannschaft in München den FC Bayern besiegte und in erst im Achtelfinale nach zwei 0:1-Niederlagen am späteren Sieger Inter Mailand scheiterte.
Im Juli 1994 wechselte der vor allem für seine Kopfballstärke gerühmte Sutton für fünf Millionen Pfund als bis dahin teuerster Fußballspieler im englischen Fußball zu den Blackburn Rovers. Dabei machte er am Tag vor seiner Vertragsunterzeichnung in Blackburn dadurch Schlagzeilen, dass er die Nacht nach einer handgreiflichen Auseinandersetzung in Norwich in einer Gefängniszelle verbrachte – sein oft nur schwer zu kontrollierendes Temperament sollte ihm auch in den späteren Karrierejahren noch häufiger im Wege stehen.

### Blackburn Rovers (1994–1999)
In seiner ersten Saison im Ewood Park bildete er auf Anhieb mit Alan Shearer eine äußerst erfolgreiche Sturmpartnerschaft, die fortan als „SAS“ („Sutton and Shearer“) große Bekanntheit in den heimischen Medien feiern sollte, wobei der Begriff SAS als Abkürzung für Special Air Service Bezug auf eine Spezialeinheit der British Army nimmt. Sutton steuerte 15 Toren zu den 34 Treffern von Shearer bei und konnte mit seinem neuen Verein – aufgrund eines Remis des direkten Konkurrenten FC Liverpool – trotz einer Niederlage am letzten Spieltag die Meisterschaft – die erste der Rovers seit 1914 – gewinnen.
Verletzungsprobleme in der Spielzeit 1995/96 sorgten schließlich dafür, dass Sutton nur auf 13 Ligaspiele kam, in denen ihm zudem kein einziges Tor gelang. Während der dann folgenden zwei Jahre knüpfte er wieder an ehemals gute Leistungen an, obwohl er ab 1996 ohne den zu Newcastle United abgewanderten Shearer auskommen musste. Zu Beginn der Saison 1997/98 schoss er im Villa Park drei Tore zum 4:0-Sieg gegen Aston Villa und nach weiteren guten Leistungen – darunter ein 7:2-Sieg gegen Sheffield Wednesday – mehrten sich die Spekulationen über einen bevorstehenden Transfer zum FC Arsenal, wo er den in die Jahre gekommenen Ian Wright ersetzen sollte. Zudem kam er am 15. November 1997 gegen Kamerun zu seinem ersten Länderspiel für die Auswahl Englands. Die Spielzeit 1997/98 schloss er nach 18 Toren – gemeinsam mit Dion Dublin von Coventry City und Michael Owen vom FC Liverpool – als Torschützenkönig ab.
Zu Beginn des Jahres 1998 schien eine Nominierung des vielseitig einsetzbaren Chris Sutton für die bevorstehende Weltmeisterschaft in Frankreich nur eine Formsache darzustellen, bevor er im Februar von Trainer Glenn Hoddle überraschend zum Freundschaftsspiel gegen Chile nicht berücksichtigt und stattdessen in die B-Elf „degradiert“ wurde – anstelle von Sutton fanden Dion Dublin und Michael Owen vom FC Liverpool erstmals ihren Weg in den Kader der englischen Nationalmannschaft. Da sich Sutton weigerte für die B-Mannschaft aufzulaufen, sah Hoddle künftig von weiteren Nominierungen ab. Als sich die Rovers nach Ablauf der Saison 1998/99 aus der Premier League in Richtung Zweitklassigkeit – nur vier Jahre nach dem Meistertitel – verabschiedeten, verkaufte die Vereinsführung Sutton für zehn Millionen Pfund an den FC Chelsea – wovon mutmaßlich 500.000 Pfund an den Vorgängerverein Norwich City gingen.

### FC Chelsea (1999–2000)
Seine nur eine Saison andauernde Zeit beim FC Chelsea stand unter keinem guten Stern. Bereits in der Saisonvorbereitung wirkte er in der Mannschaft wie ein Fremdkörper. Sutton hielt auch fortan dem hohen Erwartungsdruck aufgrund der hohen Transfersumme nicht stand und schoss während der gesamten Saison in 28 Meisterschaftsspielen nur einen einzigen Treffer. Vor allem die Ausleihe von George Weah im Januar 2000 vom AC Mailand verschlechterte Suttons Perspektiven im Verein zunehmend und auch im FA-Cup-Endspiel, das der FC Chelsea gegen Aston Villa gewann, blieb er unberücksichtigt.
Nachdem Martin O’Neill von Celtic Glasgow bereits im Februar 2000 Interesse an einer Verpflichtung von Sutton angemeldet hatte, wechselte dieser im Sommer schließlich für sechs Millionen Pfund in die schottische Premier League und war damit der bis dahin teuerste Spielereinkauf eines schottischen Fußballvereins.

### Celtic Glasgow (2000–2006)
Schon bei seinem Debüt am 30. Juli 2000 schoss Sutton den Siegtreffer zum 2:1 gegen Dundee United und in seinem ersten „Old-Firm“-Spiel gegen die Rangers erzielte er beim 6:2-Sieg das erste und letzte Tor – dieser höchste Celtic-Ligasieg seit 1938 ging als „Demolition Derby“ in die schottische Fußballgeschichte ein und war auch deshalb spektakulär, weil die von Dick Advocaat trainierten Rangers im Jahr zuvor die Meisterschaft mit 21 Punkten Abstand gewonnen hatten.
Mit der Hilfe von Suttons Toren gewann Celtic drei Meisterschaften, zwei FA-Cup-Ausgaben und eine Ligapokaltrophäe in Schottland – zudem erreichte er in der Saison 2002/03 das Endspiel im UEFA-Pokal. Wie bereits in Blackburn war er auch in Glasgow Teil einer sehr produktiven Sturmpartnerschaft – nun mit dem Schweden Henrik Larsson. Nach Abschluss der Saison 2003/04 wählten ihn seine schottischen Spielerkollegen zum Fußballer des Jahres. Negative Schlagzeilen machte Sutton zum Ende der Saison 2002/03, als er den Verein Dunfermline Athletic beschuldigte, sich am letzten Spieltag gegen die Rangers „ausgeruht“ zu haben (1:6), um so einen weiteren Meistertitel von Celtic zu verhindern – die Rangers gewannen gegenüber Celtic die Meisterschaft nur aufgrund der um ein Tor besseren Tordifferenz. Für sein Statement erhielt Sutton eine Sperre für ein Pflichtspiel.

### Birmingham City (2006)
Ablösefrei wechselte Sutton im Januar des Jahres 2006 zu Birmingham City, wo er jedoch verletzungsbedingt nur auf elf Einsätze kam – er schoss dabei nur ein Tor. Nach dem Abstieg der „Blues“ erteilte man ihm die Freigabe für einen erneuten Wechsel, da man ihm das vergleichsweise hohe Gehalt in der zweiten Liga nicht weiter zahlen wollte.

### Aston Villa (2006–2007)
Am 3. Oktober 2006 unterschrieb Sutton bis zum Ende der Saison 2006/07 einen Vertrag bei Aston Villa, das mittlerweile von seinem ehemaligen Celtic-Trainer Martin O’Neill betreut wurde. Er traf bei seinem Debüt am 11. November 2006 gegen den FC Everton, aber dieses Tor sollte das letzte in seiner Profikarriere bleiben. Im Dezember klagte er während eines Spiels gegen Manchester United über eine „verschwommene Sicht“ und konsultierte anschließend mehrere Spezialisten. Da die Konsequenzen im Falle der Fortführung seiner Karriere unüberschaubar blieben, trat Sutton am 5. Juli 2007 als Fußballspieler zurück.

## Familie
Chris Sutton ist der Sohn des ehemaligen Fußballspielers Mike Sutton, und Bruder des noch aktiven John Sutton.

## Erfolge
- Englischer Meister: 1995
- FA-Cup-Sieger: 2000
- Schottischer Meister: 2001, 2002, 2004
- Schottischer Pokalsieger: 2001, 2004
- Schottischer Ligapokalsieger: 2001
- Torschützenkönig in der Premier League: 1998
- Schottlands Fußballer des Jahres: 2004